# Guigues Ier (évêque de Valence)
Pour les articles homonymes, voir Guigues et Guigues Ier.
Guigues († ca. 997) est un évêque de Valence de la fin du Xe siècle, sous le nom Guigues Ier.

## Biographie
Guigues (Wigonem, Guido, Guy, Gui), dont les origines ne sont pas connues, est attesté à partir de 993. Le médiéviste Aurelien Le Coq, dans sa thèse (2015), souligne que son nom pourrait l'attacher aux Guigonides « mais sans parvenir à établir un lien de parenté clair - en effet le nom est très répandu dans la région pendant toute la période. »
Il est dit prévôt du Chapitre cathédrale du Puy, en 993. Il apparait ainsi dans acte estimé vers 993, publié par le Regeste dauphinois, dans lequel « L'évêque du Puy Guido, du consentement de ses chanoines : le prévôt Guido, évêque de Valence […] donne la villa […] ». Guigues (Guy) est mentionné ensuite dans un autre acte concernant le Puy, du 13 avril 993, en tant que « prévôt [et] évêque de Valence ».
Il est présent (« Wigonem etiam s. sedis Valentinae ecclesia civitatis episcopo ») au Concile d'Anse, près de Lyon, qui se déroule en 994,,, et auquel participe les prélats considérés comme des fidèles au roi de Bourgogne, Rodolphe III,. Il est présent également à une assemblée qui s'est déroulée au Puy, à la même période.
Sa mort est généralement donnée pour l'année 995, toutefois son successeur, Lambert, n'est mentionné qu'à partir de 997,.
Jules Chevalier (1888) indiquait que le siège épiscopal sera l'objet d'une compétition entre Lambert, fils du comte de Valentinois, et Humbert, de la famille des comtes d'Albon. Humbert, associé au titre de Valence dans un acte du cartulaire de Cluny en 996, semble avoir été chassé.

### Regeste dauphinois
1. ↑  Regeste dauphinois, p. 243, Tome 1, Fascicules 1-3, Acte no 1459 (lire en ligne).
2. ↑  Regeste dauphinois, p. 243, Tome 1, Fascicules 1-3, Acte no 1460 (lire en ligne).
3. ↑  Regeste dauphinois, p. 247, Tome 1, Fascicules 1-3, Acte no 1490 (lire en ligne).
4. ↑  Regeste dauphinois, p. 253, Tome 1, Fascicules 1-3, Acte no 1526 (lire en ligne).

### Autres références
1. 1 2 3  Aurélien Le Coq, Hugues de Châteauneuf, évêque de Grenoble (1080-1132). Réforme grégorienne et pouvoir épiscopal entre Rhône et Alpes, Paris, Histoire. Université Paris-Est, 2015, 522 p. (lire en ligne), p. 39.
2. 1 2 3  U. Chevalier, 1867, p. 5.
3. ↑  René Poupardin, Le royaume de Bourgogne (888-1038) : étude sur les origines du royaume d'Arles, Paris, H. Champion, 1907, 509 p. (lire en ligne), p. 303.
4. ↑  m.philippon, « Conciles d'Anse », sur le site du Musée du diocèse de Lyon - museedudiocesedelyon.com (consulté le 13 avril 2019).
5. ↑  François Demotz, La Bourgogne, dernier des royaumes carolingiens (855-1056). Roi, pouvoirs et élites autour du Léman, Lausanne, Société d’histoire de la Suisse romande, 2008, 764 p. (ISBN 978-2-94006-606-3), p. 497.
6. ↑  René Poupardin, Le royaume de Bourgogne (888-1038) : étude sur les origines du royaume d'Arles, Paris, H. Champion, 1907, 509 p. (lire en ligne), p. 302.
7. ↑  Jules Chevalier, Mémoires pour servir à l'histoire des comtés de Valentinois et de Diois. Tome Ier, Les anciens comtes de Die et de Valence, les comtes de Valentinois de la maison de Poitiers, Paris, 1897, 477 p. (lire en ligne), p. 142.